# Eurolophosaurus divaricatus
Eurolophosaurus divaricatus — вид ігуаноподібних ящірок родини Tropiduridae. Ендемік Бразилії.

## Поширення і екологія
Eurolophosaurus divaricatus мешкають в штаті Баїя, на правому березі річки Сан-Франсиску, поблизу гір Серра-ду-Еспіньясу. Вони живуть серед піщаних дюн, місцями порослих рослинністю.